# Alegeri legislative în Argentina, 1948
Argentina a susținut alegeri legislative și constituționale în 1948, în zilele de 7 martie și respectiv 5 decembrie.  Acestea au fost ultimele alegeri în care bărbații au fost singurii cu drept de vot. Rezultatele au fost după cum urmează:
Adunarea constituțională a congresului
| Partid/Alianța electorală | Congres | % din voturi | Adunarea Constituțională | % din voturi |
| ------------------------- | ------- | ------------ | ------------------------ | ------------ |
| Partidul Peronist         | 109     | 64.1%        | 38                       | 59.1%        |
| Uniunea Civică Radicală   | 49      | 28.0%        | 16                       | 31.0%        |
| Altele                    | 0       | 7.9%         | 1                        | 3.2%         |
| Voturi invalide           |         | 4.2%         |                          | 6.7%         |
| Total                     | 158     | 100.0%       | 55                       | 100.0%       |

## Istoric

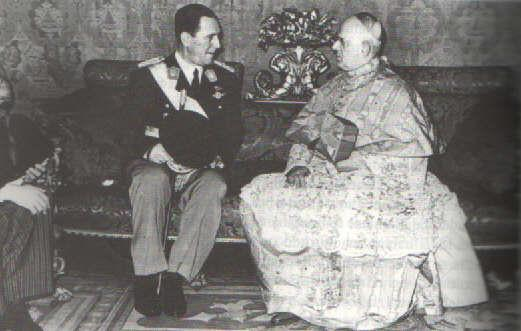
Președintele Juan Peron și cardinalul Copello discută la puțin timp după aprobarea Constituției din 1949. Peron a beneficiat de sprijinul Bisericii în reformele sale timpurii, asigurând curia că îi va reprezenta interesele și le va pune pe lista lui de priorități.

Votat la începutul anilor 1946, președintele Juan Peron a inițiat programul de naționalizare a serviciilor și industriilor strategice și a reacționat pozitiv la cererile de mărire a salariilor. De asemenea, a avut grijă să întărească relațiile între Biserică și Stat, încurajând instrucția religioasă și consultând Arhiepiscopul de Buenos Aires, Cardinalul Copello, în probleme de politică socială. Aceste realizări și creșterea economică cu aproape o pătrime în primii doi ani de când se afla la conducerea statului au condus la o imagine pozitivă în alegerile legislative din 7 mai, ce au avut loc la doar o săptămână de la naționalizarea căilor ferate britanice în Argentina. Jumătate din membrii Lower House au fost înlocuiți, și noua componență  a înclinat balanța în favoarea Peroniștilor.
Opoziția le-a dizolvat alianța în 1945, Uniunea Democratică  aderând însă la unicul partid care putea face față Peronului: Uniunea Civică Radicală Centristă (UCR). Președintele a început mecanisme pentru a-și consolida puterea politică, înlocuind Partidul Laburist, care îl votase, cu un Partid Peronist, în 1947 și dând afară membrii opoziției din cadrul Curții Supreme și al universităților. Aceste manevre au fost urmate de introducerea Peroniștilor în Congres a unui proiect de lege, împuternicind crearea unui Sfat, a unei Adunări pentru înlocuirea Constituției din 1853. Dezbaterile din cadrul Congresului, unde UCR a fost reprezentat de o minoritate semnificativă, au fost înverșunate, în ciuda faptului că proiectul de lege a fost aprobat de 96 din 158 congresmeni. Chiar membrii UCR au avut păreri diferite în privința votului; unii, care au votat în favoarea Peronului (Grupul Inovator, condus de Amadeo Sabattini), au încercat să priveze votul de cvorum (număr necesar de membri).
Alegerile pentru cei 55 de deputați erau programate pentru data de 5 decembrie. Rezultatele le-au reflectat îndeaproape pe cele de la alegerile legislative, deși numărul de voturi nule crescuse din cauza intervenției lui Sabattini. Unul dintre membrii  partidului Peronist a fost ales din randul vechiului partid Laburist, alăturându-se opoziției lui Sabattini și la redenumirea partidului ca partid Peronist. Membrii UCR nu au luat parte decât la sesiunea inaugurală pentru a-și exprima opoziția față de legalitatea organismului.  Adunarea a încheiat procedurile la 16 martie 1949, rezultând o nouă constituție, care îi acorda președintelui dreptul de a fi reales, privând Congresul de dreptul de veto, adoptarea unor legi cu privire la garanția socială și creșterea drepturilor statului asupra resurselor natural - toate fiind menite să înainteze pe lista de priorități a partidului peronist.